# Union syndicale ouvrière
L'Unión Sindical Obrera (USO - Union syndicale ouvrière) est un syndicat espagnol né dans les années 50. Elle est affilliée à la Confédération syndicale internationale.

## Histoire
La Charte fondatrice est approuvée et le « Syndicat des travailleurs » est constitué dans la clandestinité en 1961. L'union incorpore des secteurs du militantisme chrétien tout en demeurant non confessionnelle. Cinq ans plus tard, en 1966, l'Union syndicale ouvrière de Catalogne (USOC) est fondée. L'USO est légalisée en 1977 et tient son premier congrès à Madrid.